# TCR (homologación)
El TCR es una homologación de automóviles de turismo, presentada por primera vez en 2014 y ahora es empleada por una multitud de campeonatos en todo el mundo.
Todos los turismos TCR son coches de tracción delantera basados en vehículos de producción de 4 o 5 puertas, y están propulsados por motores turboalimentados de 1.75 a 2.0 litros. Si bien el diseño de la carrocería y la suspensión del vehículo TCR se conservan del automóvil de producción, y muchos modelos usan una caja de cambios de producción, se realizan ciertas adaptaciones para las necesidades de una pista, incluidos frenos y aerodinámica mejorados. Los vehículos de competición están sujetos a ajustes de equilibrio de rendimiento (BoP, por sus siglas en inglés) para garantizar competitividad entre diferentes vehículos.

## Historia
El proyecto para desarrollar la especificación TCR fue encabezado por el ex director del Campeonato Mundial de Turismos, Marcello Lotti. Todos los TCR tienen un antepasado común; el coche de carreras SEAT León Cup Racer que se presentó como sucesor del SEAT León Supercopa utilizado en varios campeonatos monomarca exitosos. El reglamento del motor 2.0 litros se derivó de este automóvil, así como el divisor delantero y el alerón trasero estandarizados. Inicialmente, la especificación y la serie internacional que la acompañaba se conocían como TC3, para indicar su posición prevista en el extremo de nivel de entrada de la pirámide de los turismos. Sin embargo, una vez aprobada por la FIA en diciembre de 2014, la especificación pasó a llamarse TCR.

## Premio al modelo del año
Desde 2017, los organizadores de TCR World Sporting Consulting (WSC) han otorgado el premio TCR Model of the Year al automóvil TCR más exitoso en un año. El título se otorga sobre la base de un sistema de puntos que otorga puntos a todos los diferentes autos certificados por TCR que compiten en todas las carreras del año aprobadas por TCR. Los puntos se ajustan mediante coeficientes que tienen en cuenta el nivel de la competencia, el número de automóviles participantes y el número de fabricantes representados.
Los ganadores fueron: SEAT León TCR en 2017, Audi RS 3 LMS TCR en 2018 y Honda Civic Type R TCR (FK8) en 2019 y 2020.

## Lista de automóviles TCR
Lista de automóviles homologados con el reglamento del TCR. Otros automóviles han competido en campeonatos TCR sin estar homologados.
| Marca                | Modelo                 | Motor                            | Desarrollador                                                 | Notas    |
| -------------------- | ---------------------- | -------------------------------- | ------------------------------------------------------------- | -------- |
| Alfa Romeo           | Giulietta TCR          | Fiat 1750 TBi I4                 | Romeo Ferraris                                                |          |
| Alfa Romeo           | Giulietta Veloce TCR   | Fiat 1750 TBi I4                 | Romeo Ferraris                                                |          |
| Audi                 | RS 3 LMS TCR           | Volkswagen EA888 2.0 R4 TSI I4   | Audi Sport                                                    | [ N 1 ]  |
| Audi                 | RS 3 LMS TCR (2021)    | Volkswagen EA888 2.0 R4 TSI I4   | Audi Sport                                                    |          |
| Cupra                | León TCR               | Volkswagen EA888 2.0 R4 TSI I4   | Cupra Racing                                                  | [ N 4 ]  |
| Cupra                | León Competición TCR   | Volkswagen EA888 2.0 R4 TSI I4   | Cupra Racing                                                  |          |
| Fiat                 | Tipo TCR               | FCA GME MultiAir AT8 2.0T I4     | Tecnodom Sport                                                | [ N 5 ]  |
| Opel Holden Vauxhall | Astra TCR              | GM Ecotec LDK A20NFT I4          | Opel Performance Center Kissling Motorsport Lubner Motorsport | [ N 8 ]  |
| Honda                | Civic Type R TCR (FK2) | Honda K20C1 i-VTEC DOHC Turbo I4 | JAS Motorsport                                                |          |
| Honda                | Civic Type R TCR (FK8) | Honda K20C1 i-VTEC DOHC Turbo I4 | JAS Motorsport                                                |          |
| Hyundai              | i30 N TCR              | Hyundai Theta II G4KD I4         | Hyundai Motorsport                                            | [ N 9 ]  |
| Hyundai              | Veloster N TCR         | Hyundai Theta II G4KD I4         | Hyundai Motorsport                                            |          |
| Hyundai              | Elantra N TCR          | Hyundai Theta II G4KD I4         | Hyundai Motorsport                                            |          |
| Kia                  | Cee'd TCR              | Hyundai Theta II G4KD I4         | STARD                                                         |          |
| Lada                 | Vesta TCR              | Renault F4RT I4                  | Lada Sport                                                    | [ N 10 ] |
| Lada                 | Vesta Sport TCR        | Renault M5Pt I4                  | Lada Sport                                                    |          |
| Lynk & Co            | 03 TCR                 | Volvo JLH-4G20TD I4              | Cyan Racing                                                   |          |
| MG                   | 6 XPower TCR           | SAIC 20L4E TGI I4                | SAIC Motor                                                    | [ N 11 ] |
| Peugeot              | 308 Racing Cup         | PSA Prince EP6FDTR 1.6l THP I4   | Peugeot Sport                                                 | [ N 12 ] |
| Peugeot              | 308 TCR                | PSA Prince EP6FDTR 1.6l THP I4   | Peugeot Sport                                                 |          |
| Renault              | Mégane R.S. TCR        | Renault M5Pt I4                  | Vuković Motorsport Garry Rogers Motorsport                    |          |
| SEAT                 | León Cup Racer         | Volkswagen EA888 2.0 R4 TSI I4   | SEAT Sport                                                    |          |
| SEAT                 | León TCR               | Volkswagen EA888 2.0 R4 TSI I4   | SEAT Sport                                                    | [ N 13 ] |
| Subaru               | WRX STi TCR            | Subaru EJ20 H4                   | Top Run Motorsport                                            |          |
| Toyota               | GR Corolla Sport TCR   |                                  | Toyota Gazoo Racing Argentina                                 |          |
| Volkswagen           | Golf GTI TCR           | Volkswagen EA888 2.0 R4 TSI I4   | Volkswagen Motorsport                                         | [ N 14 ] |

### ETCR
En 2021 nació el Pure ETCR, un campeonato de automóviles de turismo eléctricos, basados en los TCR. Los automóviles utilizados son el Hyundai Veloster N ETCR, el Cupra e-Racer y el Alfa Romeo Giulia ETCR.

## Lista de campeonatos

### TCR Middle East Touring Car Series
Campeonato de Pilotos
| Año     | Piloto        | Equipo                   | Automóvil               |
| ------- | ------------- | ------------------------ | ----------------------- |
| 2017    | Josh Files    | Lap57 Motorsports        | Honda Civic Type R TCR  |
| 2018    | Luca Engstler | Liqui Moly Team Engstler | Volkswagen Golf GTI TCR |
| Fuente: |               |                          |                         |

### TCR Eastern Europe Trophy
Campeonato de Pilotos
| Año     | Piloto         | Equipo                                | Automóvil         |
| ------- | -------------- | ------------------------------------- | ----------------- |
| 2019    | Milovan Vesnić | ASK Vesnić                            | Audi RS 3 LMS TCR |
| 2020    | Dušan Borković | M1RA                                  | Hyundai i30 N TCR |
| 2021    | Michal Makeš   | Micanek Motorsport powered by Buggyra | CUPRA León TCR    |
| Fuente: |                |                                       |                   |

### Campeonato Escandinavo de Turismos TCR STCC
Campeonato de Pilotos
| Año     | Piloto          | Equipo                         | Automóvil                  |
| ------- | --------------- | ------------------------------ | -------------------------- |
| 2019    | Robert Dahlgren | SEAT Dealer Team Sweden        | CUPRA León TCR             |
| 2020    | Robert Huff     | Lestrup Racing Team            | Volkswagen Golf GTI TCR    |
| 2021    | Robert Dahlgren | Cupra Dealer Team – PWR Racing | CUPRA León Competición TCR |
| Fuente: |                 |                                |                            |

### TCR Ibérico Touring Car Series
Campeonato de Pilotos
| Año     | Piloto            | Equipo                | Automóvil               |
| ------- | ----------------- | --------------------- | ----------------------- |
| 2017    | Francisco Abreu   | Team Novadriver       | Volkswagen Golf GTI TCR |
| 2018    | Pedro Salvador    | Speedy Motorsport     | CUPRA León TCR          |
| 2019    | Francisco Mora    | Veloso Motorsport     | CUPRA León TCR          |
| 2020    | Gonzalo de Andrés | SMC Junior Motorsport | Peugeot 308 TCR         |
| Fuente: |                   |                       |                         |

### ADAC TCR Germany Touring Car Championship
Campeonato de Pilotos
| Año     | Piloto         | Equipo                    | Automóvil                                  |
| ------- | -------------- | ------------------------- | ------------------------------------------ |
| 2016    | Josh Files     | Target Competition        | SEAT León Cup Racer Honda Civic Type R TCR |
| 2017    | Josh Files     | Target Competition UK-SUI | Honda Civic Type R TCR                     |
| 2018    | Harald Proczyk | HP Racing International   | Opel Astra TCR                             |
| 2019    | Max Hesse      | Hyundai Team Engstler     | Hyundai i30 N TCR                          |
| 2020    | Antti Buri     | Hyundai Team Engstler     | Hyundai i30 N TCR                          |
| 2021    | Luca Engstler  | Hyundai Team Engstler     | Hyundai i30 N TCR                          |
| Fuente: |                |                           |                                            |

### TCR Australia Touring Car Series
Campeonato de Pilotos
| Año     | Piloto       | Equipo                       | Automóvil         |
| ------- | ------------ | ---------------------------- | ----------------- |
| 2019    | Will Brown   | HMO Customer Racing          | Hyundai i30 N TCR |
| 2020    | Cancelado    | Cancelado                    | Cancelado         |
| 2021    | Chaz Mostert | Melbourne Performance Centre | Audi RS 3 LMS TCR |
| Fuente: |              |                              |                   |

### TCR UK Touring Car Championship/Touring Car Trophy
Campeonato de Pilotos
| Año     | Piloto       | Equipo                  | Automóvil               |
| ------- | ------------ | ----------------------- | ----------------------- |
| 2018    | Daniel Lloyd | WestCoast Racing        | Volkswagen Golf GTI TCR |
| 2019    | Henry Neal   | Team Dynamics           | Honda Civic Type R TCR  |
| 2020    | Henry Neal   | Team Dynamics           | Honda Civic Type R TCR  |
| 2021    | Lewis Kent   | Essex & Kent Motorsport | Hyundai i30 N TCR       |
| Fuente: |              |                         |                         |

### TCR Denmark Touring Car Series
Campeonato de Pilotos
| Año     | Piloto        | Equipo             | Automóvil              |
| ------- | ------------- | ------------------ | ---------------------- |
| 2020    | Kasper Jensen | Massive Motorsport | Honda Civic Type R TCR |
| 2021    | Kasper Jensen | Massive Motorsport | Honda Civic Type R TCR |
| Fuente: |               |                    |                        |

### TCR Portugal Touring Car Championship
Campeonato de Pilotos
| Año     | Piloto         | Equipo            | Automóvil           |
| ------- | -------------- | ----------------- | ------------------- |
| 2015    | Francisco Mora | Veloso Motorsport | SEAT León Cup Racer |
| 2016    | Francisco Mora | Veloso Motorsport | SEAT León TCR       |
| 2017    | Francisco Mora | Veloso Motorsport | SEAT León TCR       |
| 2018    | Pedro Salvador | Speedy Motorsport | CUPRA León TCR      |
| Fuente: |                |                   |                     |

### TCR Russian Touring Car Championship/Russian Circuit Racing Series - Touring (clase TCR)
Campeonato de Pilotos
| Año     | Piloto           | Equipo              | Automóvil                       |
| ------- | ---------------- | ------------------- | ------------------------------- |
| 2015    | Aleksey Dudukalo | Lukoil Racing Team  | SEAT León Cup Racer             |
| 2016    | Dmitry Bragin    | STK TAIF Motorsport | SEAT León TCR                   |
| 2017    | Dmitry Bragin    | STK TAIF Motorsport | Audi RS 3 LMS TCR SEAT León TCR |
| 2018    | Dmitry Bragin    | STK TAIF Motorsport | Audi RS 3 LMS TCR               |
| 2019    | Dmitry Bragin    | STK TAIF Motorsport | Hyundai i30 N TCR               |
| 2020    | Kirill Ladygin   | LADA Sport Rosneft  | LADA Vesta Sport TCR            |
| 2021    | Kirill Ladygin   | LADA Sport Rosneft  | LADA Vesta Sport TCR            |
| Fuente: |                  |                     |                                 |

### TCR Swiss Trophy
Campeonato de Pilotos
| Año     | Piloto       | Equipo                       | Automóvil              |
| ------- | ------------ | ---------------------------- | ---------------------- |
| 2018    | Attila Tassi | Hell Energy Racing with KCMG | Honda Civic Type R TCR |
| Fuente: |              |                              |                        |

### TCR Japan Touring Car Series
Campeonato de Pilotos
| Año                  | Piloto            | Equipo                                         | Automóvil               |
| -------------------- | ----------------- | ---------------------------------------------- | ----------------------- |
| 2019 Saturday Series | Matt Howson       | KCMG                                           | Honda Civic Type R TCR  |
| 2019 Sunday Series   | Takeshi Matsumoto | Volkswagen Wakayama Chuo RT with TEAM Wakayama | Volkswagen Golf GTI TCR |
| 2020 Saturday Series | Takuro Shinohara  | Audi Team Hitotsuyama                          | Audi RS 3 LMS TCR       |
| 2020 Sunday Series   | Takuro Shinohara  | Audi Team Hitotsuyama                          | Audi RS 3 LMS TCR       |
| 2021 Saturday Series | Hirobon           | Birth Racing Project                           | CUPRA León TCR          |
| 2021 Sunday Series   | Hirobon           | Birth Racing Project                           | CUPRA León TCR          |
| Fuente:              |                   |                                                |                         |

### TCR China Touring Car Championship
Campeonato de Pilotos
| Año     | Piloto              | Equipo                              | Automóvil               |
| ------- | ------------------- | ----------------------------------- | ----------------------- |
| 2017    | Andy Yan            | New Faster Team                     | Audi RS 3 LMS TCR       |
| 2018    | Alex Hui Sunny Wong | Teamwork Motorsport                 | Volkswagen Golf GTI TCR |
| 2019    | Huang Chu Han       | Liqui Moly Team NewFaster           | Audi RS 3 LMS TCR       |
| 2020    | Ma Qing Hua         | Shell Teamwork Lynk & Co Motorsport | Lynk & Co 03 TCR        |
| 2021    | Rodolfo Ávila       | Team MG XPower                      | MG 6 X-Power TCR        |
| Fuente: |                     |                                     |                         |

### TCR Korea Touring Car Series
Campeonato de Pilotos
| Año     | Piloto       | Equipo        | Automóvil         |
| ------- | ------------ | ------------- | ----------------- |
| 2018    | Charlie Kang | Indigo Racing | Hyundai i30 N TCR |
| 2019    | Cancelado    | Cancelado     | Cancelado         |
| Fuente: |              |               |                   |

### TCR Malaysia Touring Car Championship
Campeonato de Pilotos
| Año     | Piloto        | Equipo                   | Automóvil               |
| ------- | ------------- | ------------------------ | ----------------------- |
| 2019    | Luca Engstler | Liqui Moly Team Engstler | Volkswagen Golf GTI TCR |
| 2020    | Luca Engstler | Liqui Moly Team Engstler | Hyundai i30 N TCR       |
| Fuente: |               |                          |                         |

### TCR Thailand Touring Car Championship
Campeonato de Pilotos
| Año     | Piloto          | Equipo                             | Automóvil              |
| ------- | --------------- | ---------------------------------- | ---------------------- |
| 2016-17 | Carlo van Dam   | Singha Motorsport Team Thailand    | SEAT León Cup Racer    |
| 2017    | Chariya Nuya    | Billionaire Boys Racing            | Honda Civic Type R TCR |
| 2018    | Jakraphan Davee | Alphafactory Racing Team by Pulzar | CUPRA León TCR         |
| Fuente: |                 |                                    |                        |

### 24H Series (clase TCR)
Campeonato de Pilotos
| Año     | Piloto                                               | Equipo                                   | Automóvil               |
| ------- | ---------------------------------------------------- | ---------------------------------------- | ----------------------- |
| 2016    | Nabil Moutran Ramzi Moutran Sami Moutran Phil Quaife | Memac Ogilvy Duel Racing                 | SEAT León Cup Racer     |
| 2017    | Thierry Blaise Kim Holmgaard                         | Team Altran Peugeot                      | Peugeot 308 Racing Cup  |
| 2018    | Antti Buri Olli Parhankangas                         | LMS Racing by Bas Koeten Racing          | CUPRA León TCR          |
| 2019    | Yannick Mettler Jérôme Ogay                          | Autorama Motorsport by Wolf-Power Racing | Volkswagen Golf GTI TCR |
| 2020    | Miklas Born Roberto Ferri                            | Autorama Motorsport by Wolf-Power Racing | Volkswagen Golf GTI TCR |
| 2021    | Emil Heyerdahl Constantin Kletzer                    | Autorama Motorsport by Wolf-Power Racing | Volkswagen Golf GTI TCR |
| Fuente: |                                                      |                                          |                         |

### Continental Tire SportsCar Challenge (clase Touring Car)
Campeonato de Equipos
| Año     | Pilotos                     | Equipo                                    | Automóvil              |
| ------- | --------------------------- | ----------------------------------------- | ---------------------- |
| 2018    | Britt Casey Jr. Tom Long    | Compass Racing                            | Audi RS 3 LMS TCR      |
| 2019    | Michael Lewis Mark Wilkins  | Bryan Herta Autosport with Curb-Agajanian | Hyundai Veloster N TCR |
| 2020    | Gabby Chaves Ryan Norman    | Bryan Herta Autosport with Curb-Agajanian | Hyundai Veloster N TCR |
| 2021    | Michael Lewis Taylor Hagler | Bryan Herta Autosport with Curb-Agajanian | Hyundai Veloster N TCR |
| Fuente: |                             |                                           |                        |

### Pirelli World Challenge (clase TCR/TCA)
Campeonato de Pilotos
| Año     | Piloto        | Equipo          | Automóvil              |
| ------- | ------------- | --------------- | ---------------------- |
| 2018    | Ryan Eversley | RealTime Racing | Honda Civic Type R TCR |
| Fuente: |               |                 |                        |

### TC America Series (clase TCR)
Campeonato de Pilotos
| Año     | Piloto          | Equipo               | Automóvil               |
| ------- | --------------- | -------------------- | ----------------------- |
| 2019    | Michael Hurczyn | FCP Euro             | Volkswagen Golf GTI TCR |
| 2020    | Tyler Maxson    | Copeland Motorsports | Hyundai Veloster N TCR  |
| Fuente: |                 |                      |                         |

### Canadian Touring Car Championship (clase TCR)
Campeonato de Pilotos
| Año     | Piloto         | Equipo           | Automóvil              |
| ------- | -------------- | ---------------- | ---------------------- |
| 2019    | Gary Kwok      | M&S Racing       | Honda Civic Type R TCR |
| 2020    | Zachary Vanier | Pfaff Motorsport | Audi RS 3 LMS TCR      |
| Fuente: |                |                  |                        |

### European Touring Car Cup (clase Super 2000/ETCC-1)
Campeonato de Pilotos
| Año     | Piloto       | Equipo            | Automóvil              |
| ------- | ------------ | ----------------- | ---------------------- |
| 2016    | Kris Richard | Rikli Motorsport  | Honda Civic Type R TCR |
| 2017    | Petr Fulín   | Křenek Motorsport | SEAT León TCR          |
| Fuente: |              |                   |                        |

### Super Taikyu Series (clase ST-TCR)
Campeonato de Pilotos
| Año     | Piloto                                                         | Equipo                     | Automóvil              |
| ------- | -------------------------------------------------------------- | -------------------------- | ---------------------- |
| 2017    | Takuya Kurosawa Keishi Ishikawa Hiroki Kato                    | Motul Dome Racing Project  | Honda Civic Type R TCR |
| 2018    | Takashi Kobayashi Tadao Uematsu Shinji Nakano Hiroki Otsu      | Modulo Racing with Dome    | Honda Civic Type R TCR |
| 2019    | Takeshi Matsumoto Takuro Shinohara                             | Birth Racing Project       | Audi RS 3 LMS TCR      |
| 2020    | Tadao Uematsu Yūji Ide Shintaro Kawabata                       | Floral Racing with Uematsu | Honda Civic Type R TCR |
| 2021    | Toshiro Tsukada Yoshikazu Sobu Shigetomo Shimono Yuji Takimoto | Team Noah                  | Honda Civic Type R TCR |
| Fuente: |                                                                |                            |                        |

### Baltic Touring Car Championship (clase BTC2 / TCR/TCR Sprint/TCR)
Campeonato de Pilotos
| Año     | Piloto               | Equipo               | Automóvil               |
| ------- | -------------------- | -------------------- | ----------------------- |
| 2017    | Ernesta Globytė      | Nero-GSR Racing Team | Volkswagen Golf GTI TCR |
| 2018    | Ernesta Globytė      | Nero-GSR Racing Team | Volkswagen Golf GTI TCR |
| 2019    | Dziugas Tovilavicius | Skuba Racing Team    | Volkswagen Golf GTI TCR |
| 2020    | Cancelado            | Cancelado            | Cancelado               |
| 2021    | Valters Zviedris     | Krauman Motors       | Audi RS 3 LMS TCR       |
| Fuente: |                      |                      |                         |

## Galería
|                           |
| Alfa Romeo Giulietta TCR. |

|                           |
| Audi RS 3 LMS TCR (2018). |

|                      |
| SEAT León Cup Racer. |

|                 |
| Cupra León TCR. |

|                 |
| Opel Astra TCR. |

|                               |
| Honda Civic Type R TCR (FK2). |

|                               |
| Honda Civic Type R TCR (FK8). |

|                    |
| Hyundai i30 N TCR. |

|                         |
| Hyundai Veloster N TCR. |

|                         |
| Peugeot 308 Racing Cup. |

|                  |
| Peugeot 308 TCR. |

|                          |
| Volkswagen Golf GTI TCR. |

|                                      |
| Carrera de TCR International Series. |

|                  |
| Carrera de WTCR. |

|                                 |
| Carrera de TCR South Australia. |

|                               |
| Carrera de TCR South America. |

### Citas
1. ↑  «Marcello Lotti reveals further details on TC3 series». TouringCarTimes (en inglés estadounidense). 15 de julio de 2014. Consultado el 29 de noviembre de 2021.
2. ↑  «New series gets approved by FIA, renamed TCR». TouringCarTimes (en inglés estadounidense). 5 de diciembre de 2014. Consultado el 29 de noviembre de 2021.
3. 1 2  fabior (11 de diciembre de 2019). «Honda and Audi in the 2019 Model of the Year battle». TCR HUB (en inglés británico). Consultado el 29 de noviembre de 2021.
4. ↑  fabior (2 de enero de 2019). «The Audi RS 3 LMS is the TCR Model of the Year». TCR HUB (en inglés británico). Consultado el 29 de noviembre de 2021.
5. ↑  fabior (18 de diciembre de 2019). «Honda Civic Type R named 2019 TCR Model of the Year». TCR HUB (en inglés británico). Consultado el 29 de noviembre de 2021.
6. ↑  «Audi RS 3 LMS is the “TCR Model of the Year”». Audi MediaCenter (en inglés). Consultado el 29 de noviembre de 2021.
7. ↑  «Honda Civic Type R named TCR 'Model of the Year'». TouringCarTimes (en inglés estadounidense). 23 de diciembre de 2020. Consultado el 29 de noviembre de 2021.
8. ↑  «Alfa Romeo Giulietta TCR announced in Macau entry list». TouringCarTimes (en inglés estadounidense). 9 de octubre de 2015. Consultado el 27 de noviembre de 2021.
9. 1 2  «TCR Brand - contacts details for ordering». tcr-series.com.
10. ↑  «TCR revises pre-season Balance of Performance test». TouringCarTimes (en inglés estadounidense). 24 de enero de 2019. Consultado el 27 de noviembre de 2021.
11. 1 2 3  «Audi launches RS 3 LMS TCR car in Paris». TCR HUB (en inglés). 29 de septiembre de 2016. Consultado el 27 de noviembre de 2021.
12. ↑  «Audi confirms new TCR model». TouringCarTimes (en inglés estadounidense). 5 de febrero de 2021. Consultado el 27 de noviembre de 2021.
13. ↑  «Cupra unveil 2020 e-Racer and Leon Competición TCR». TouringCarTimes (en inglés estadounidense). 20 de febrero de 2020. Consultado el 27 de noviembre de 2021.
14. 1 2  «Maldito Hard | Gamer Store». www.malditohard.com.ar. Consultado el 27 de noviembre de 2021.
15. 1 2  «Opel Astra TCR to be delivered in February 2016». TouringCarTimes (en inglés estadounidense). 15 de octubre de 2015. Consultado el 27 de noviembre de 2021.
16. ↑  «Opel Astra TCR builder Kissling cease motorsport activities». TouringCarTimes (en inglés estadounidense). 8 de enero de 2019. Consultado el 27 de noviembre de 2021.
17. 1 2  «JAS Motorsport working on more cars for TC3 throughout 2015». TouringCarTimes (en inglés estadounidense). 2 de diciembre de 2014. Consultado el 3 de diciembre de 2021.
18. ↑  «Roberto Colciago gives new Civic Type R TCR track debut». TouringCarTimes (en inglés estadounidense). 16 de octubre de 2017. Consultado el 3 de diciembre de 2021.
19. ↑  «Alain Menu and Gabriele Tarquini to race the Hyundai i30 N TCR». TouringCarTimes (en inglés estadounidense). 5 de septiembre de 2017. Consultado el 3 de diciembre de 2021.
20. ↑  «Alain Menu and Gabriele Tarquini to race the Hyundai i30 N TCR». TouringCarTimes (en inglés estadounidense). 5 de septiembre de 2017. Consultado el 3 de diciembre de 2021.
21. ↑  «Hyundai announce new Veloster N TCR». TouringCarTimes (en inglés estadounidense). 9 de noviembre de 2018. Consultado el 3 de diciembre de 2021.
22. ↑  «Hyundai confirm development of Elantra TCR model». TouringCarTimes.com. 23 de junio de 2020. Archivado desde el original el 23 de junio de 2020. Consultado el 27 de noviembre de 2021.
23. 1 2  «STARD reveal further details of KIA Cee’d TCR car » TouringCars.Net». TouringCars.Net (en inglés estadounidense). 27 de abril de 2016. Consultado el 3 de diciembre de 2021.
24. 1 2  «LADA confirms WTCC withdrawal and build of TCR cars » TouringCars.Net». TouringCars.Net (en inglés estadounidense). 10 de noviembre de 2016. Consultado el 3 de diciembre de 2021.
25. 1 2  «Веста Спорт за миллион, Лада TCR с мотором Renault 1.8 и ледовая супергонка в Тольятти». autoreview.ru (en russia). 14 de enero de 2019. Consultado el 3 de diciembre de 2021.
26. ↑  «Lynk & Co 03 Cyan Racing Concept. ¿Y esto? | Automotiva». Consultado el 3 de diciembre de 2021.
27. ↑  «Volvo understood to be readying a TCR car for 2018». TouringCarTimes (en inglés estadounidense). 7 de diciembre de 2017. Consultado el 3 de diciembre de 2021.
28. 1 2 3  «MG unveil TCR concept at Auto Shanghai». TouringCarTimes (en inglés estadounidense). 17 de abril de 2019. Consultado el 3 de diciembre de 2021.
29. ↑  «Peugeot looking into TCR with 308». TouringCarTimes (en inglés estadounidense). 15 de octubre de 2015. Consultado el 3 de diciembre de 2021.
30. 1 2  Pareja, Por Rodrigo (3 de enero de 2018). «Peugeot 308 TCR 2018: Debut confirmado». Car and Driver. Consultado el 3 de diciembre de 2021.
31. 1 2  «Vukovic Motorsport unveil TCR specification Renault Megane». TouringCarTimes (en inglés estadounidense). 25 de agosto de 2017. Consultado el 3 de diciembre de 2021.
32. ↑  «Garry Rogers Motorsport eyeing WTCR wild card entry with Renault». TouringCarTimes (en inglés estadounidense). 3 de diciembre de 2019. Consultado el 3 de diciembre de 2021.
33. ↑  «TCR Brand - contacts details for ordering». tcr-series.com. Archivado desde el original el 28 de marzo de 2016. Consultado el 17 de marzo de 2016.
34. 1 2  «Top Run Motorsport announces plan to build TCR Subaru Impreza». TouringCarTimes (en inglés estadounidense). 28 de abril de 2015. Consultado el 3 de diciembre de 2021.
35. 1 2  «El Toyota Corolla TCR ya es una realidad». AUTOMUNDO. 15 de diciembre de 2021. Consultado el 15 de diciembre de 2021.
36. ↑  «Engstler Motorsport to run Volkswagen Golfs in TC3 Series in 2015». TouringCarTimes (en inglés estadounidense). 20 de noviembre de 2014. Consultado el 3 de diciembre de 2021.
37. ↑  «PURE ETCR: Así es la primera categoría de autos de turismo eléctricos del mundo». AUTOMUNDO. 17 de junio de 2021. Consultado el 6 de diciembre de 2021.
38. ↑  «TCR Middle East 2017 standings | Driver Database». www.driverdb.com. Consultado el 26 de octubre de 2021.
39. ↑  «TCR Middle East 2018 standings | Driver Database». www.driverdb.com. Consultado el 26 de octubre de 2021.
40. ↑  «TCR Eastern Europe Trophy powered by ESET 2019 standings | Driver Database». www.driverdb.com. Consultado el 26 de octubre de 2021.
41. ↑  «TCR Eastern Europe Touring Car Series 2020 standings | Driver Database». www.driverdb.com. Consultado el 26 de octubre de 2021.
42. ↑  «TCR Eastern Europe 2021 standings | Driver Database». www.driverdb.com. Consultado el 26 de octubre de 2021.
43. ↑  «STCC TCR Scandinavia 2019 standings | Driver Database». www.driverdb.com. Consultado el 26 de octubre de 2021.
44. ↑  «STCC TCR Scandinavia 2020 standings | Driver Database». www.driverdb.com. Consultado el 26 de octubre de 2021.
45. ↑  «STCC TCR Scandinavia 2021 standings | Driver Database». www.driverdb.com. Consultado el 26 de octubre de 2021.
46. ↑  «TCR Iberico 2017 standings | Driver Database». www.driverdb.com. Consultado el 26 de octubre de 2021.
47. ↑  «Armando Parente wins at Portimao as Pedro Salvador is the champion». TouringCarTimes (en inglés estadounidense). 28 de octubre de 2018. Consultado el 26 de octubre de 2021.
48. ↑  «TCR Iberico 2019 standings | Driver Database». www.driverdb.com. Consultado el 26 de octubre de 2021.
49. ↑  «TCR Iberico 2020 standings | Driver Database». www.driverdb.com. Consultado el 26 de octubre de 2021.
50. ↑  «ADAC TCR Germany Touring Car Championship 2016 standings | Driver Database». www.driverdb.com. Consultado el 26 de octubre de 2021.
51. ↑  «ADAC TCR Germany 2017 standings | Driver Database». www.driverdb.com. Consultado el 26 de octubre de 2021.
52. ↑  «ADAC TCR Germany 2018 standings | Driver Database». www.driverdb.com. Consultado el 26 de octubre de 2021.
53. ↑  «ADAC TCR Germany 2019 standings | Driver Database». www.driverdb.com. Consultado el 26 de octubre de 2021.
54. ↑  «ADAC TCR Germany Touring Car Championship 2020 standings | Driver Database». www.driverdb.com. Consultado el 26 de octubre de 2021.
55. ↑  «ADAC TCR Germany: Luca Engstler der neue Champion». autobild.de (en alemán). Consultado el 29 de noviembre de 2021.
56. ↑  «carsales.com.au TCR Australia Touring Car Series 2019 standings | Driver Database». www.driverdb.com. Consultado el 26 de octubre de 2021.
57. ↑  «TCR UK 2018 standings | Driver Database». www.driverdb.com. Consultado el 26 de octubre de 2021.
58. ↑  «TCR UK 2019 standings | Driver Database». www.driverdb.com. Consultado el 26 de octubre de 2021.
59. ↑  «TCR UK 2020 standings | Driver Database». www.driverdb.com. Consultado el 26 de octubre de 2021.
60. ↑  «TCR UK 2021 standings | Driver Database». www.driverdb.com. Consultado el 26 de octubre de 2021.
61. 1 2  «TCR Denmark 2021 standings | Driver Database». www.driverdb.com. Consultado el 26 de octubre de 2021.
62. ↑  «News». JAS Motorsport. Consultado el 29 de noviembre de 2021.
63. ↑  «Portuguese Touring Car Championship - TCR 2015 standings | Driver Database». www.driverdb.com. Consultado el 26 de octubre de 2021.
64. ↑  «Portuguese Touring Car Championship - TCR 2016 standings | Driver Database». www.driverdb.com. Consultado el 26 de octubre de 2021.
65. ↑  «Portuguese Touring Car Championship - TCR 2017 standings | Driver Database». www.driverdb.com. Consultado el 26 de octubre de 2021.
66. ↑  «Portuguese Touring Car Championship - TCR 2018 standings | Driver Database». www.driverdb.com. Consultado el 26 de octubre de 2021.
67. ↑  fabio (15 de mayo de 2016). «TCR Russia: Dudukalo-Karamyshev make 1-2 for Lukoil». TCR HUB (en inglés británico). Consultado el 26 de octubre de 2021.
68. ↑  fabior (8 de septiembre de 2019). «Fourth consecutive TCR Russia title for Dmitry Bragin». TCR HUB (en inglés británico). Consultado el 26 de octubre de 2021.
69. ↑  «TCR Russia 2018 standings | Driver Database». www.driverdb.com. Consultado el 26 de octubre de 2021.
70. ↑  «TCR Russia 2019 standings | Driver Database». www.driverdb.com. Consultado el 26 de octubre de 2021.
71. ↑  «TCR Russia 2020 standings | Driver Database». www.driverdb.com. Consultado el 26 de octubre de 2021.
72. ↑  «TCR Russia 2021 standings | Driver Database». www.driverdb.com. Consultado el 26 de octubre de 2021.
73. ↑  fabior (24 de septiembre de 2018). «Attila Tassi awarded with the TCR Swiss Trophy». TCR HUB (en inglés británico). Consultado el 3 de diciembre de 2021.
74. ↑  «Matthew Howson, Takeshi Matsumoto y KCMG, primeros campeones del TCR Japón». article. Consultado el 10 de noviembre de 2021.
75. ↑  fabior (20 de diciembre de 2020). «Takuro Shinohara secures the Sunday series’ title too». TCR HUB (en inglés británico). Consultado el 10 de noviembre de 2021.
76. ↑  fabior (31 de octubre de 2021). «‘Hirobon’ wins TCR Japan’s last race to become Sunday champion». TCR HUB (en inglés británico). Consultado el 10 de noviembre de 2021.
77. ↑  fabio (30 de diciembre de 2017). «TCR China – Andy Yan clinches the inaugural title». TCR HUB (en inglés británico). Consultado el 10 de noviembre de 2021.
78. ↑  «Alex Hui and Sunny Wong celebrate 2018 TCR China championship title». TouringCarTimes (en inglés estadounidense). 30 de diciembre de 2018. Consultado el 10 de noviembre de 2021.
79. ↑  «Daniel Lloyd claims the victory at Zhuzhou, Huang Chu Han is the champion». TouringCarTimes (en inglés estadounidense). 27 de octubre de 2019. Consultado el 10 de noviembre de 2021.
80. ↑  «Ma Qing Hua crowned TCR China champion as Teamwork Lynk & Co Motorsport win at Macau». Geely Group Motorsport (en inglés). Consultado el 10 de noviembre de 2021.
81. ↑  «Rodolfo Ávila wins Tianma season finale to claim TCR China title». TouringCarTimes (en inglés estadounidense). 7 de noviembre de 2021. Consultado el 29 de noviembre de 2021.
82. ↑  fabior (4 de noviembre de 2018). «Charlie Kang is crowned TCR Korea’s first champion». TCR HUB (en inglés británico). Consultado el 3 de diciembre de 2021.
83. ↑  «Luca Engstler finishes the 2019 season with victory at Sepang». TouringCarTimes (en inglés estadounidense). 24 de febrero de 2019. Consultado el 26 de octubre de 2021.
84. ↑  «TCR Malaysia 2020 standings | Driver Database». www.driverdb.com. Consultado el 26 de octubre de 2021.
85. ↑  fabio (26 de febrero de 2017). «TCR Thailand: Van Dam is crowned champion». TCR HUB (en inglés británico). Consultado el 10 de noviembre de 2021.
86. ↑  fabior (27 de marzo de 2018). «Chariya Nuya is ready to defend his Thai title». TCR HUB (en inglés británico). Consultado el 10 de noviembre de 2021.
87. ↑  «TCR Thailand at Buriram - The title goes to Jakraphan Davee - automobilsport.com». www.automobilsport.com. Consultado el 10 de noviembre de 2021.
88. ↑  «24H TCE Series Championship of the Continents 2018 standings | Driver Database». www.driverdb.com. Consultado el 21 de octubre de 2021.
89. ↑  «24H TCE Series Championship of the Continents 2019 standings | Driver Database». www.driverdb.com. Consultado el 21 de octubre de 2021.
90. ↑  «New overall and class champions crowned at the 2020 24H SERIES season finale - automobilsport.com». www.automobilsport.com. Consultado el 21 de octubre de 2021.
91. ↑  «Iniciar sesión en Facebook». Facebook. Consultado el 29 de noviembre de 2021.
92. ↑  fabior (13 de octubre de 2018). «Podium result secures IMSA TCR title for Long and Casey». TCR HUB (en inglés británico). Consultado el 3 de diciembre de 2021.
93. ↑  GmbH, finanzen net. «Mark Wilkins and Michael Lewis Win 2019 IMSA Michelin Pilot Challenge Drivers' Championship in Hyundai Veloster TCR Race Car». markets.businessinsider.com (en inglés). Consultado el 3 de diciembre de 2021.
94. ↑  «Gabby Chaves, Ryan Norman de Bryan Herta Autosports Conquistan Titulo TCR de IMSA – SportsCar En Español». www.sportscarenespanol.com. Consultado el 3 de diciembre de 2021.
95. ↑  «IMSA Michelin Pilot Challenge: Standings». IMSA (en inglés estadounidense). Consultado el 3 de diciembre de 2021.
96. ↑  «News». JAS Motorsport. Consultado el 10 de noviembre de 2021.
97. ↑  «FCP Euro confirm continued TC America programme». TouringCarTimes (en inglés estadounidense). 18 de enero de 2020. Consultado el 10 de noviembre de 2021.
98. ↑  fabior (18 de septiembre de 2020). «Tyler Maxson secures the TC America title». TCR HUB (en inglés británico). Consultado el 10 de noviembre de 2021.
99. ↑  «Canadian Touring Car Championship - TCR Class 2019 standings | Driver Database». www.driverdb.com. Consultado el 21 de octubre de 2021.
100. ↑  «Canadian Touring Car Championship - TCR Class 2020 standings | Driver Database». www.driverdb.com. Consultado el 21 de octubre de 2021.
101. ↑  «FIA European Touring Car Cup - Super 2000 2016 standings | Driver Database». www.driverdb.com. Consultado el 26 de octubre de 2021.
102. ↑  «FIA European Touring Car Cup - ETCC 1 2017 standings | Driver Database». www.driverdb.com. Consultado el 26 de octubre de 2021.
103. ↑  «JAS Motorsport en Twitter». Twitter. Consultado el 10 de noviembre de 2021.
104. ↑  «JAS Motorsport en Twitter». Twitter (en árabe). Consultado el 10 de noviembre de 2021.
105. 1 2  «Team BRP is TCR winner of the Super Taikyu Series in Japan - automobilsport.com». www.automobilsport.com. Archivado desde el original el 10 de noviembre de 2021. Consultado el 10 de noviembre de 2021.
106. ↑  Rodgers, Richard (28 de enero de 2021). «JAS TCR Project Leader Fischer hoping Japanese success pushes WTCR drivers to greatness». FIA WTCR | World Touring Car Cup (en inglés estadounidense). Archivado desde el original el 10 de noviembre de 2021. Consultado el 10 de noviembre de 2021.
107. ↑  «Super Taikyu @ Okayama - Team Noah finish the season on a high - automobilsport.com». www.automobilsport.com. Consultado el 10 de diciembre de 2021.
108. ↑  «BaTCC » Results». batcc.eu. Consultado el 10 de noviembre de 2021.
109. ↑  «BaTCC » Results». batcc.eu. Consultado el 10 de noviembre de 2021.
110. ↑  «BaTCC » Results». batcc.eu. Consultado el 10 de noviembre de 2021.
111. ↑  «BaTCC » Results». batcc.eu. Consultado el 10 de noviembre de 2021.